# Lothar Milde

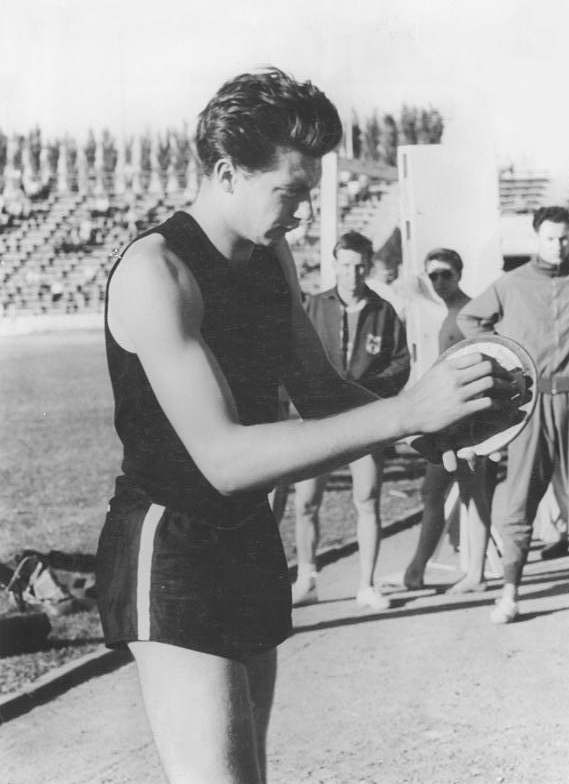
Lothar Milde, 1959

Lothar Milde (* 8. November 1934 in Halle (Saale)) ist ein deutscher Leichtathlet, der – für die DDR startend – bei den Olympischen Spielen 1968 die Silbermedaille im Diskuswurf gewann. Außerdem kam er viermal bei Europameisterschaften auf Medaillenränge. Er startete auch in den gemeinsamen deutschen Mannschaften bei den Olympischen Spielen 1960 (Zwölfter) und 1964 (in der Qualifikation ausgeschieden).

## Erfolge im Einzelnen
- 1960: Olympische Spiele: Platz 12 (52,22 – 51,26 – 53,33 m).
- 1962: Europameisterschaften: Platz 3 (54,67 – 55,47 m – ungültig – 54,63 – 54,24 – ungültig)
- 1966: Europameisterschaften: Platz 3 (56,08 – 55,20 – 56,80 m – 55,20 – ungültig – 56,22)
- 1968: Olympische Spiele: Platz 2 (62,44 – 63,08 m – 62,58 – 59,98 – 60,24 – 58,00).
- 1969: Europameisterschaften: Platz 3 (59,10 – 58,50 – ungültig – 55,60 – 59,34 m – ungültig)
- 1971: Europameisterschaften: Platz 2 (56,82 – 61,12 – 60,74 – 61,34 – 61,62 m – 61,56)

Mildes persönliche Bestweite erreichte er 1969 mit 64,16 m. Im Jahr 1972 warf er den Diskus über 67 Meter weit, was DDR-Rekord gewesen wäre. Die Weite fand jedoch keine Anerkennung, da sie nicht unter absolut regulären Wettkampfbedingungen erzielt wurde.
Lothar Milde war von 1966 bis 1971 Kapitän der Leichtathletik-Nationalmannschaft der DDR. Bereits während seiner Sportlerkarriere, seit 1963 bis in die 1980er Jahre, war er Abgeordneter des Bezirkstages des DDR-Bezirkes Halle. Nach seiner Sportlerlaufbahn arbeitete er als Werkzeugmaschineningenieur und war Mitglied des Präsidiums des DDR-Leichtathletik-Verbandes DVfL.  Später wurde er in der DDR Gewerkschaftsfunktionär. 
Nach der Wende war er Landesvorsitzender der IG-Metall in Sachsen-Anhalt.
Lothar Milde startete für den SC Chemie Halle und trainierte bei Lothar Hinz. Er war in seiner aktiven Zeit 1,95 m groß und wog 110 kg.

## Auszeichnungen (Auswahl)
- 1968: Vaterländischer Verdienstorden in Bronze

## Darstellung Mildes in der bildenden Kunst der DDR
- Rolf Kiy: Diskuswerfer Lothar Milde (1970, Öl)